# Liste der Baudenkmäler in Coburg/Wüstenahorn

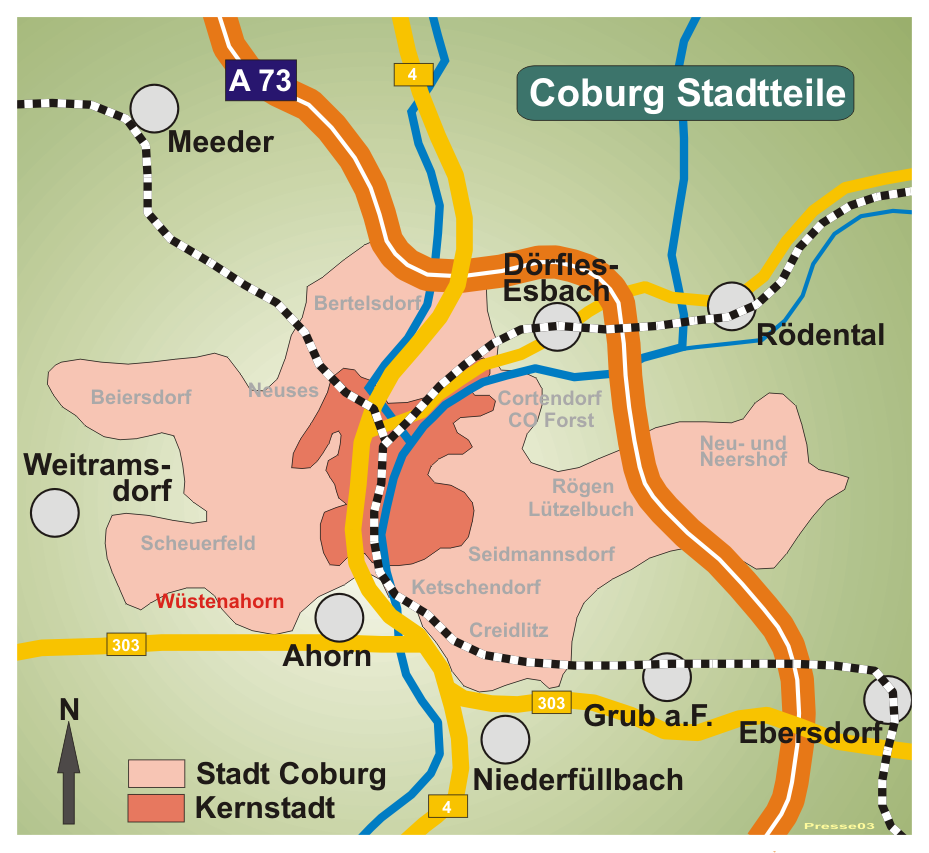
Coburg Stadtteil Wüstenahorn

Der Coburger Stadtteil Wüstenahorn liegt südwestlich der Kernstadt.

## Wüstenahorn
| Adresse Bezeichnung Akten-Nr.                            | Beschreibung | Foto |
| -------------------------------------------------------- | --- | ---- |
| Marschberg (Standort) Gemarkungsstein D-4-63-000-615     | Erneuerter Gemarkungsstein mit Mohrenkopf aus dem Jahr 1784. |      |
| Am Mühlteich 2 (Standort) Ehem. Rittergut D-4-63-000-854 | Ehemaliges Rittergut; Satteldachbau mit Mittelrisalit und polygonalem Treppenhaus aus der zweiten Hälfte des 19. Jahrhunderts. Ein Beleg von 1494 weist das Gut als „Hof zu Wüstenahorn im Besitz des Heinz von Lichtenstein“ aus. Am Anfang des 16. Jahrhunderts erlangte Anton von Rosenau den Besitz des Gutes. |      |